# Château de Valençay
Pour les articles homonymes, voir Valençay (homonymie).
Le château de Valençay se trouve à Valençay (Indre). De 1451 à 1747, il est la propriété de la famille d'Estampes puis de la famille du prince de Talleyrand, à partir de 1803.
Bien que situé dans le Berry, sa construction l'apparente aux châteaux de la Loire, en particulier au château de Chambord.
Le parc est inscrit au titre des monuments historiques depuis le 25 mars 1992. Le château ainsi que divers éléments du domaine sont classés au titre des monuments historiques depuis le 8 mars 2011. La totalité du pavillon dit de la Garenne et de ses dépendances sont inscrits par arrêté du 8 août 2013.

## Historique
Il semble que le domaine gallo-romain du nom de Valens soit à l'origine du site de Valençay. Une villa est construite sur les lieux vers les IIIe et IVe siècles, puis des ateliers et bâtiments se groupent progressivement autour. À la fin du Xe siècle, un important donjon est érigé.

### Seigneurie locale
Le premier seigneur connu par une charte de donation datable entre 1026 et 1047 est Bertrand.
En 1220, Gauthier, dit seigneur de Valençay, passe pour avoir été le constructeur du premier château féodal. À cette époque, la terre de Valençay, comprenant 20 000 hectares, est dans la mouvance des comtes de Blois mais morcelée entre plusieurs seigneurs. Cette division ne prend fin qu'au XIIe siècle. À la suite d'un mariage, le château devient alors propriété des Chalon-Tonnerre qui le remanient, l'agrandissent et en améliorent le système défensif.

### Seigneurie principale
Comme Saint-Aignan et Selles en partie, Valençay relève des seigneurs de Donzy : Geoffroy Ier et son fils Hervé Ier de Donzy ont reçu ces fiefs des comtes de Blois, vers l'an mil. Leur descendante Alix/Alice de Bourgogne transmet cette très importante seigneurie en 1268 aux Chalon, par son mariage avec Jean Ier de Chalon († 1309), de Jean Ier l'Antique.
La seigneurie éminente ou suzeraineté appartient toujours aux comtes de Blois : Valençay devient donc un fief du duc d'Orléans Louis quand il acquiert le comté de Blois en 1397. En 1410, Charles d'Orléans, le futur poète, fils de Louis d'Orléans, accorde une diminution d'impôts aux manants et habitants de Valençay réduits à la misère par les épidémies, le passage et le logement des troupes[pertinence contestée].
Jeanne II de Chalon, comtesse de Tonnerre en 1424-1440, dame de Saint-Aignan et de Valençay en Berry, donne le 14 décembre 1434 ce dernier fief à son neveu Jean bâtard de Chalon ou de Tonnerre (1397-1453), fils naturel de son frère le comte Louis II de Chalon-Tonnerre (elle lui donne aussi Ligny-le-Châtel en 1439). Le 28 avril 1451, le bâtard de Tonnerre cède Valençay à la maison d'Estampes en la vendant à Robert II/Robinet d'Estampes (+ 1453 ou 1456), chambellan de Charles VII, maréchal et sénéchal de Bourbonnais.

### Un château de la maison d'Estampes
Louis d'Estampes (né vers 1470 et mort vers 1530), petit-fils de Robert II, gouverneur et bailli de Blois (1519), chevalier de l'ordre du Roi, débute en 1520 la transformation du manoir féodal de Valençay datant du XIIe siècle en château moderne. Ces travaux d’embellissement et d’agrandissement se poursuivent, de génération en génération, jusqu’en 1650. Vers 1540, son fils Jacques Ier d'Estampes (1518-1574), engage des travaux plus ambitieux que ceux de son père, faisant raser le vieux manoir pour le remplacer par une nouvelle résidence dont les plans sont attribuables à l'architecte Jehan de l'Espine. À la mort de ce seigneur de Valençay, seuls sont achevés la façade nord, le pavillon d'entrée et les tours d'angle.
Les travaux ne sont repris à grande échelle que dans la première moitié du XVIIe siècle, de 1640 à 1650, par le 2e marquis de Valençay Dominique d'Estampes (1600-1691), fils de Jacques II (petit-fils de Jacques Ier). L'aile ouest a été détruite, il n'en reste que l'aile est ; la décoration en aurait été confiée à Pierre de Cortone et au peintre Jean Mosnier. La demeure avait un beau vestibule et un escalier en marbre qui conduisait à une grande salle ornée de chefs-d'œuvre de la Renaissance, dont une magnifique tapisserie à fond de paysage offerte à Henri-Dominique d'Estampes (fils aîné de Dominique, et père du 3e marquis Jacques-Dominique) et une Vierge italienne donnée par le pape Innocent X à Henri d'Estampes (frère cadet de Dominique, ambassadeur de France à Rome puis Grand Prieur de France de l'ordre de Saint-Jean de Jérusalem).

#### Une visiteuse du soir
En 1653, mademoiselle de Montpensier, dite « la Grande Mademoiselle », y passe et l'évoque ainsi dans ses mémoires :

« J'y arrivais aux flambeaux : je crus entrer dans une demeure enchantée. Il y a un corps de logis le plus beau et le plus magnifique du monde (...). Le degré (escalier) y est très beau et on y arrive par une galerie à arcades qui a du magnifique, etc. L'appartement correspond bien à la beauté du degré par les embellissements et meubles. »

Le château de Valençay, fierté de la maison d'Estampes, est source d'importantes dépenses qui engloutissent la fortune de ses propriétaires.
Au commencement du XVIIIe siècle, le grand domaine se trouve divisé par les successions familiales et la veuve presque ruinée de François-Henri d'Estampes (4e marquis de Valençay et fils cadet de Dominique), en cède la moitié en 1719 au banquierJohn Law, vente qui est annulée par arrêt du Conseil du roi en 1722. Les 5e et 6e marquis de Valençay (Henri-Hubert, 1684-1734, neveu de François-Henri, et son fils Dominique-Jacques-Henry, 1718-1742) ne parviennent pas à enrayer la ruine de cette branche des d'Estampes.

### Les grands travaux du fermier général
Le 22 juillet 1747, Valençay est cédé par la famile d'Estampes (Philiberte Amelot du Chaillou, veuve d'Henri-Hubert), avec vingt mille hectares, à Jacques-Louis Chaumont, frère d'Antoine Chaumont et père d'Antoine-Louis Chaumont, pour quatre cent mille livres, somme sans rapport avec une telle propriété ; il acquiert aussi le domaine voisin de Luçay.
Vingt ans plus tard, le 3 juillet 1766, le tout est revendu à Philippe-Charles Legendre de Villemorien (1717-1789), fermier général, gendre du grand financier et promoteur immobilier Étienne-Michel Bouret (1708-1777), qui y fait réaliser d'importants travaux : réparation, construction de la Tour neuve au sud, démolition des communs fermant la cour d'honneur à l'est, suppression des fenêtres à la française et du toit à la Mansard. Legendre de Villemorien y crée une filature, plusieurs forges à Luçay, fait rétablir les ponts sur le Nahon et refaire la route de Selles-sur-Cher. Annexe de la seigneurie de Valençay, le château de Luçay paraît être de la même époque que celui de Valençay : sa position est très belle, il domine la forge, l'étang qui l'alimente, le bourg de Luçay et des ravins pittoresques. Vers 1766 l'aile de la galerie de Valençay, rythmée d'une suite de pilastres d'ordre dit colossal (« embrassant » les deux niveaux du bâtiment) cannelés et à chapiteaux ioniques enguirlandés, est créée par l'architecte Joseph-Abel Couture, auteur entre autres du pavillon Bouret en forêt de Sénart.

### La maison de campagne de Talleyrand

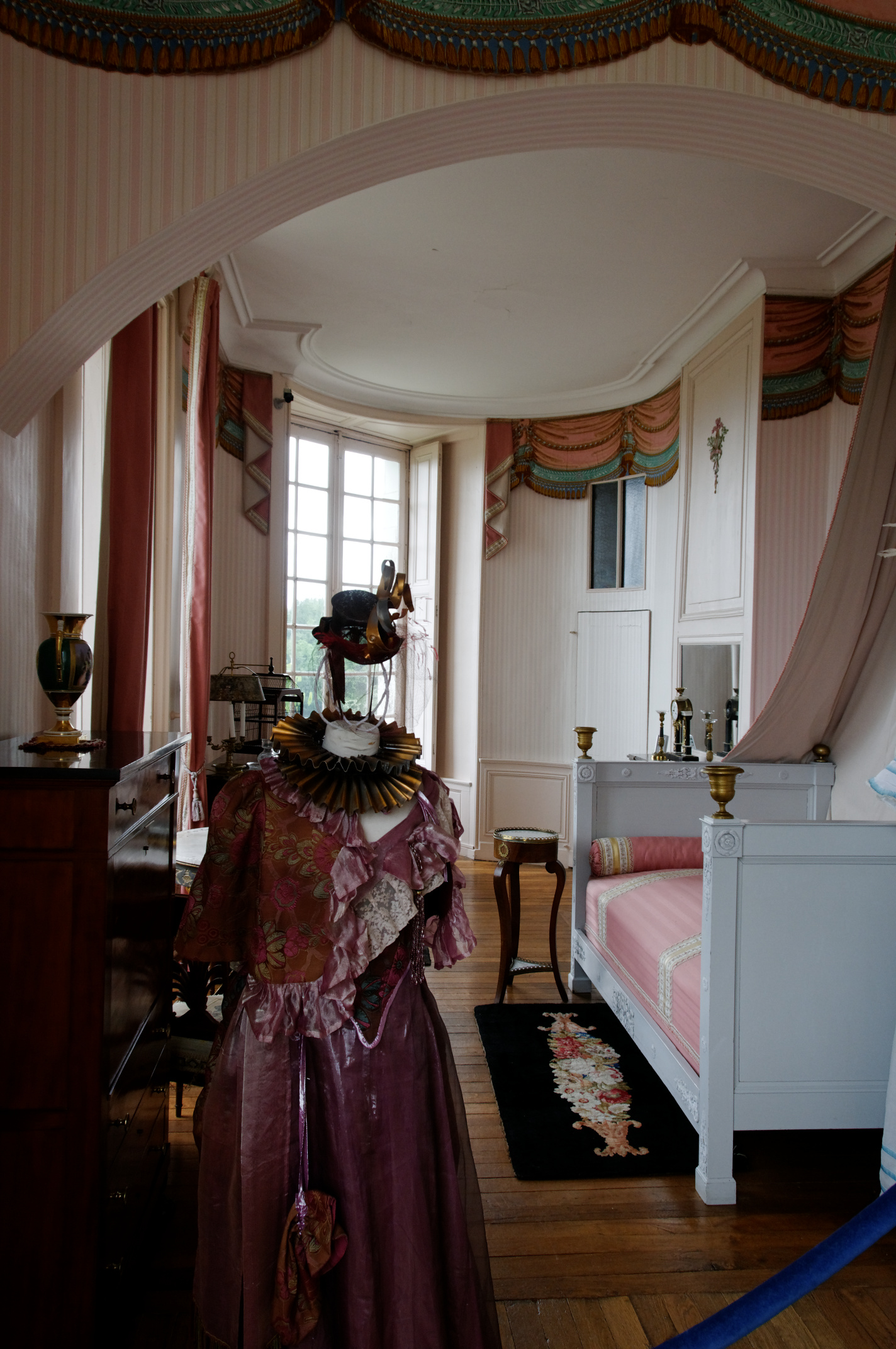
La chambre de Madame de Staël.

Le 7 mai 1803, le comte de Luçay, préfet du Palais sous le Consulat, à court d'argent, vend pour 1,6 million de francs un domaine de 19 472 hectares répartis sur vingt-trois communes à Charles-Maurice de Talleyrand-Périgord, ministre des Relations extérieures du Consulat puis de l'Empire, obéissant ainsi à Bonaparte — qui contribua à l'achat — suivant cet ordre : « Je veux que vous ayez une belle terre, que vous y receviez brillamment le corps diplomatique, les étrangers marquants ».
Après y être venu avec son épouse Catherine Worlee, Talleyrand charge Jean-Augustin Renard de restaurer et d'embellir sa nouvelle propriété ; un pavillon de chasse fut alors aménagé et le parc transformé en jardin à l'anglaise. Le château est remeublé dans le style antiquisant alors en vogue ; le cabinet de travail abrite des meubles et objets appartenant au ministre, dont un curieux fauteuil à soufflets (poches latérales). Le mobilier de sa chambre provient de son hôtel parisien de la rue Saint-Florentin. Le lit de style Directoire acquis par Talleyrand en souvenir de Mme de Staël donne son nom à une autre chambre.
Le 16 juillet 1888, l'aquafortiste vendéen Octave de Rochebrune réalise une vue du château.

#### Une cage dorée pour princes déchus

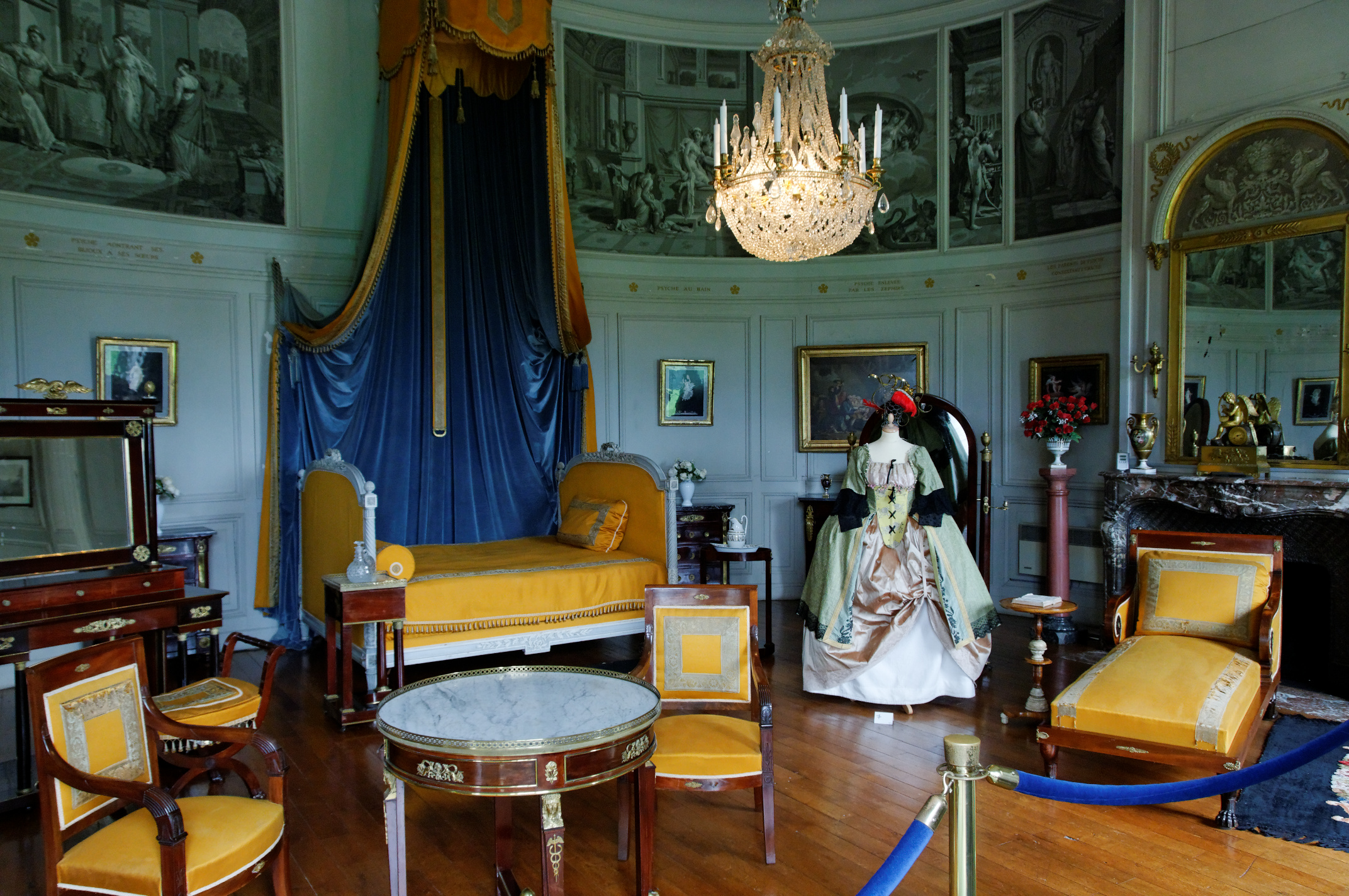
La chambre du roi d'Espagne.

À la suite de l'abdication de Bayonne, l'ex-roi d'Espagne Ferdinand VII, son frère don Carlos, son oncle don Antonio et une suite nombreuse y sont assignés à résidence de 1808 à décembre 1813, notamment sous la surveillance du chevalier Berthemy de 1810 à 1811.
Le traité de Valençay, qui y est signé dans la nuit du 10 au 11 décembre 1813, lui rend alors la couronne d'Espagne et les trois princes retournèrent dans leur pays le 12 mars 1814.
Leur souvenir est évoqué par « la chambre du Roi d'Espagne », une allée couverte près du château et un acte de baptême daté du 23 juin 1810 gardé dans les archives paroissiales qui porte leurs signatures et, jusqu'à une date imprécise du XIXe siècle, dans l'église paroissiale par un Saint-Ferdinand de l'école espagnole dans un cadre aux armes de Castille et de Leon, donné par le roi au curé lors de son départ, mais qui, brûlé par un cierge placé trop près, fut ensuite remplacé par une copie du peintre Jobbé-Duval.

#### Le bienfaiteur de Valençay
Talleyrand, qui revient y vivre à partir de 1816, est conseiller municipal puis maire de Valençay. Il reconstitue la filature — qui fournissait les usines de Châteauroux, d'Issoudun et la maison Seillière à Paris et obtint une médaille à l'Exposition de Paris de 1819 —, fait ériger le clocher de l'église en 1836, crée un nouveau cimetière et donne un terrain pour édifier la mairie.
Le 14 décembre 1825, le préfet de l'Indre écrit au ministre de l'Intérieur « Il n'y a ni mendiants ni individus absolument nécessiteux à Valencay parce que M. de Talleyrand a établi des ateliers où il y a du travail pour tous les âges. Ceux que la maladie atteint sont visités, secourus, consolés par les Sœurs de charité qu'il a dotées et fixées dans cette petite ville ».
En 1818, ayant morcelé une propriété dont une partie revint à la commune, il consacre l'autre à la fondation d'une école pour enfants pauvres et offre à Elisabeth Bichier des Ages, dont il connait l'œuvre par son oncle Talleyrand, cardinal-archevêque de Paris, d'y fonder une maison, achevée avec une chapelle en 1820. Celle-ci est ornée de lambris, d'un mobilier de chêne sculpté, de vitraux, d'une Fuite en Égypte attribuée à Le Sueur — détruite par l'incendie du 18 août 1944 — et d'un calice en vermeil ciselé et incrusté de lapis — don du pape Pie VI à un prince Poniatowski archevêque de Cracovie, offert avant 1834 par une de ses nièces qui vécut à Valençay et y fut inhumée — qui est rendu en 1905 au duc de Valençay et finalement transmis au musée du Louvre. Talleyrand, qui s'intéresse au travail des religieuses, visite souvent ce qu'on appelle "la Maison de charité" et y mène ses hôtes, dont Guillaume-Aubin de Villèle, archevêque de Bourges ou, le 26 octobre 1834, le duc d'Orléans et une nombreuse suite. Par un codicille à son testament du 9 mars 1837, Talleyrand, qui meurt un an après, assure la perpétuité de l'établissement et exprima la volonté d'y être inhumé. À cet effet il fait creuser une grande crypte sous le chœur de la chapelle de l'école libre[réf. nécessaire].
En 1826 l'écrivain Prosper de Barante s'émerveille de Valençay, « grand château où tout est magnifiquement hospitalier, où règne une richesse aristocratiquement dépensée, dont il n'y a pas encore un autre exemple en France ».

#### Des présents de Louis-PhilippeIer
« Le Roi fait faire pour Valençay le portrait en pied de François Ier qui a bâti le château et un autre de la Grande Mademoiselle, qui y est venue et l'a loué dans ses mémoires. Il envoie aussi à M. de Talleyrand le fauteuil qui servait à rouler Louis XVIII et il nous a fait dire par Madame que s'il allait à Bordeaux, il passerait ici. »

### L'héritage transmis aux Talleyrand-Périgord
Charles-Maurice, 1er prince-duc de Talleyrand, n'ayant pas de fils légitime, Charles X crée en 1829 le titre de duc de Valençay pour son petit-neveu Napoléon-Louis, 3e duc de Talleyrand, fils du 2e duc Edmond et de son épouse la duchesse de Dino, maîtresse de Charles-Maurice. Le 3e duc épouse Alix de Montmorency, puis, devenu veuf, il se remarie avec Pauline, fille du maréchal Boniface de Castellane.
En 1831, lors de la restauration de l'église, la duchesse de Dino offre une grande verrière portant ses armes familiales et d'alliance accompagnées des devises des Talleyrand-Périgord : Re que Diou (Rien que (de) Dieu) et Spero Lucem (J'espère la lumière), que l'on voit gravées à la suite des mots In tenebro (Dans les ténèbres) sur les façades de certaines maisons d'origine huguenotes en Poitou-Charentes. En 1845, elle devient par arrangement familial duchesse de Sagan, part vivre dans cette principauté et ne vient plus que rarement à Valençay ; le 3e duc est inhumé auprès d'elle à Sagan.

#### Tombeau familial
Le 4 septembre 1838, à 10 heures du soir, le 1er duc de Valençay ayant été autorisé par Louis-Philippe Ier à les inhumer dans la crypte, le château reçoit dans la cour d'honneur trois cercueils acheminés de Paris deux jours plus tôt : ceux de son grand-oncle, le ministre, du frère cadet de ce dernier, le propre grand-père du duc Archambault-Joseph (1762-1838), lieutenant général des armées du roi, mort un mois avant lui, et de la fille du duc Marie-Pauline-Yolande de Périgord (1833-1836) ; ils sont portés dans le bourg « escortés de gardes-chasses, des piqueurs et des gens de service tous portant des torches » puis enfin déposés dans l'église et la cérémonie officielle eut lieu le lendemain,.
La crypte reçoit plus tard d'autres dépouilles de la famille Talleyrand-Périgord :
- en octobre 1840, Charlotte-Dorothée de Talleyrand-Périgord, morte à quelques semaines, autre fille de Napoléon-Louis et d'Alix ;
- en 1905, Anne-Alexandrine-Jeanne-Marguerite Seillière, épouse du 4e duc de Talleyrand et de Sagan ;
- en 1910, son époux Charles-Guillaume-Frédéric-Marie-Boson, fils du 3e duc Napoléon-Louis, prince de Sagan en 1845 puis en 1898 4e duc de Talleyrand et de Sagan.

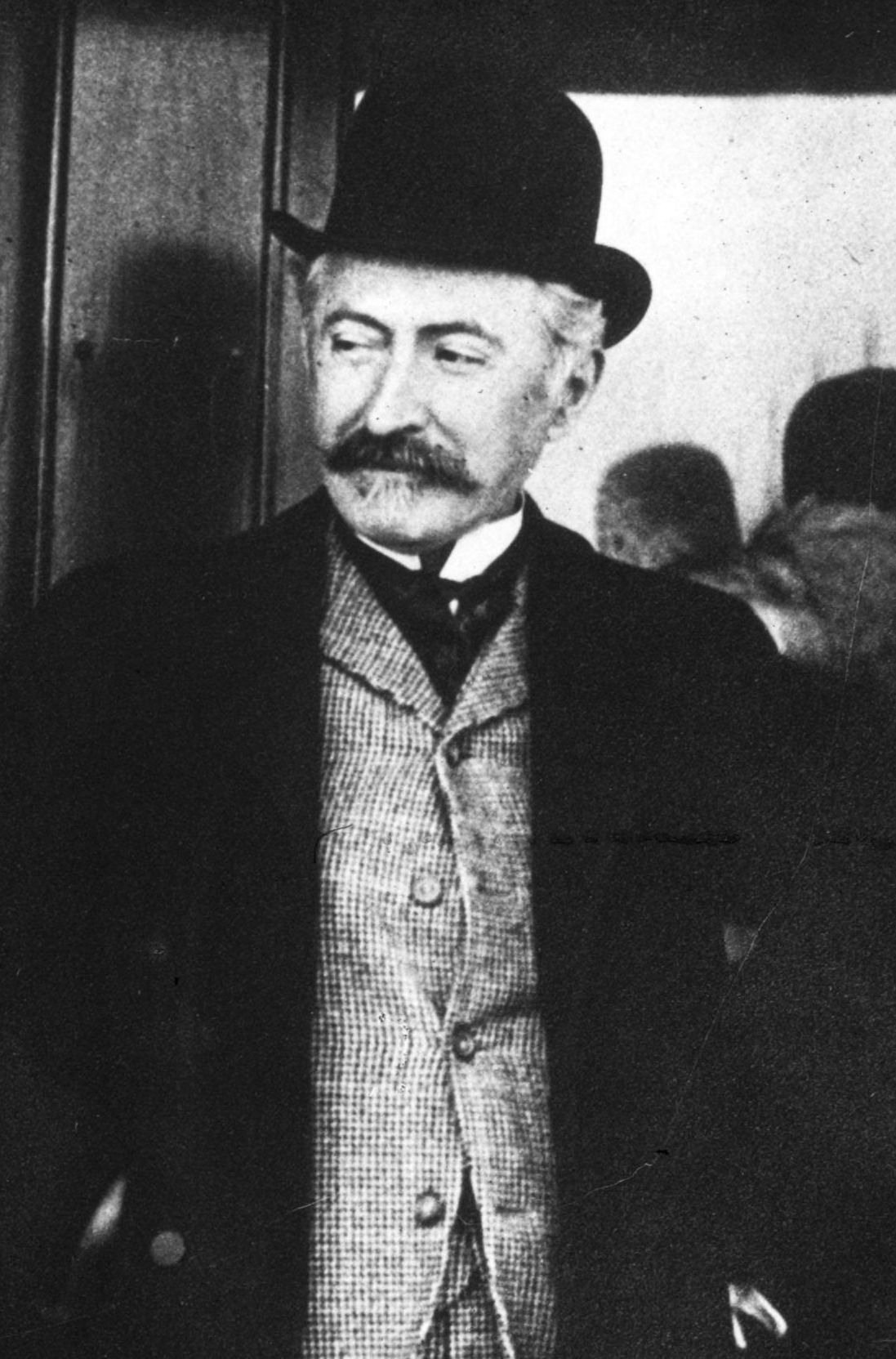
Photographie du duc de Talleyrand, prince de Sagan en 1910.

À partir de 1856, Napoléon-Louis emploie l'architecte local Alfred Dauvergne pour des travaux au château qui furent poursuivis ensuite par son fils ; vers 1860 les frères Buhler travaillent au parc ; ils sont suivis en 1906 par la création de parterres "à la française" avec sculptures de goût versaillais à l'entrée d'honneur, par Édouard André. En 1883, le duc et la duchesse offrent un vitrail armorié à l'église.
Le 6e et dernier duc Paul-Louis-Marie-Archambaut-Boson (1867-1952), connu par son dernier prénom, repose également avec sa troisième épouse, née Marie-Antoinette Morel, dans la crypte. Selon Waresquiel, une vitre placée sur le cercueil (jusqu'en 1930) laisse voir le visage momifié de Talleyrand. Alors que l'entrée de la crypte de la chapelle devenue funéraire est entièrement libre en 1953, l'édifice, demeuré propriété de Jean Morel, beau-fils et héritier du dernier duc, reste longtemps fermé. Celui-ci ayant signé une convention avec les collectivités locales, après des travaux menés en 2009, la crypte est rouverte et, le 22 mai 2010, lors d'une cérémonie à laquelle assistent la parentèle de Talleyrand, "la noire et sobre sépulture", sarcophage placé il y a 172 ans dans un enfeu, est remontée dans la chapelle Notre-Dame.

### Dépôt d'œuvres du patrimoine national

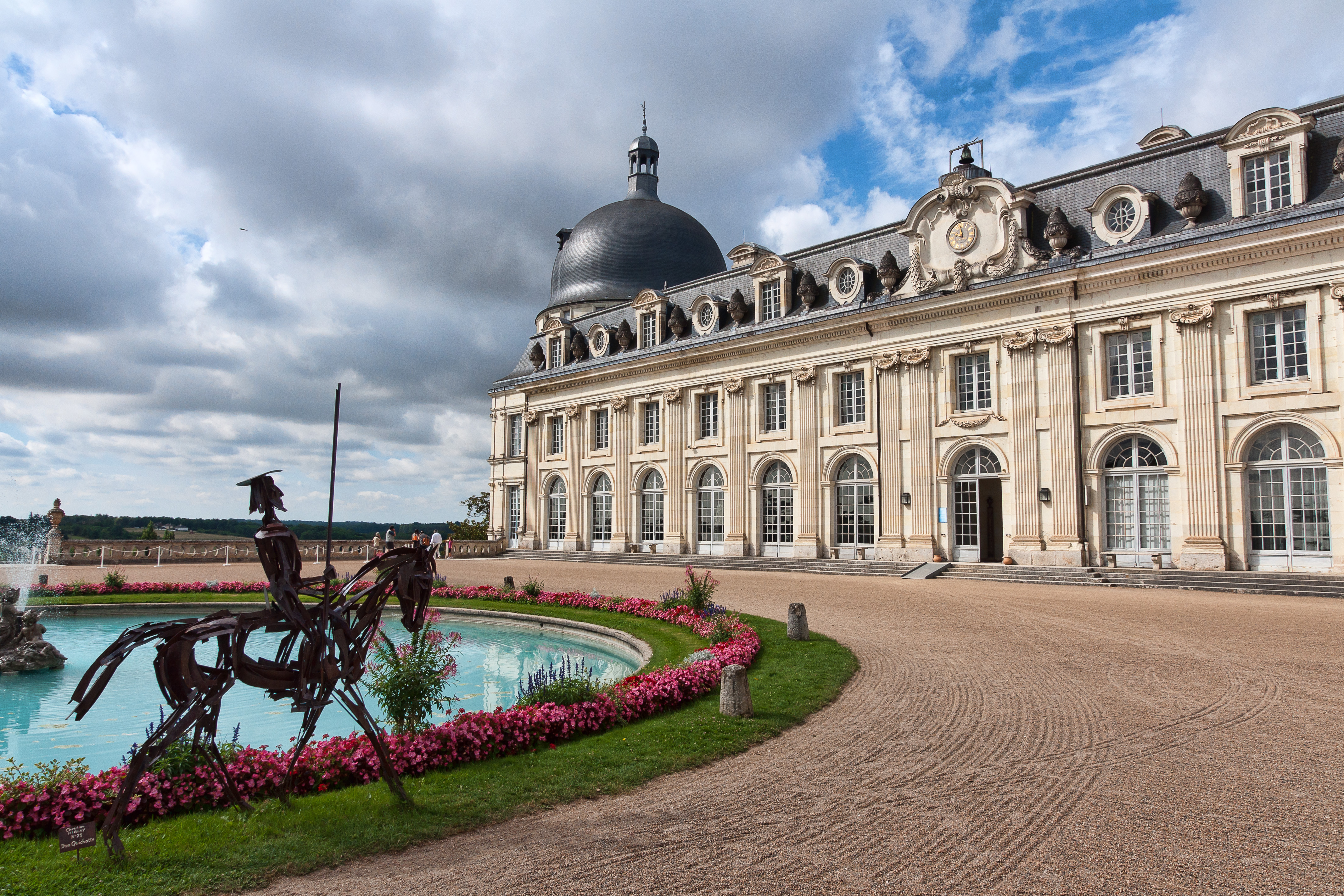
Entrée du château, avec des œuvres exposées.

En 1899, une indivision successorale entraîne la vente des collections à Paris, suivie en 1901 de la mise en adjudication du château et du domaine, qui peuvent être rachetés par le fils cadet du 4e duc, Boson de Talleyrand, ainsi qu'une partie de mobilier, dont "les portraits en pied des ancêtres". Suivirent des aménagements et décorations de certaines pièces (création des actuels grand salon et salon bleu). En 1902 le duc de Talleyrand-Valençay fait fermer par des portes-fenêtres la galerie à arcades de la cour d'honneur, où se trouvent les portraits en pied de plusieurs ancêtres de Talleyrand, peints en 1810 par le peintre Joseph Chabord, élève de Regnault, auteur de deux portraits équestres de Napoléon. En 1907 arrivent à Valençay, par achat à la vente après décès de la duchesse, des œuvres provenant de l'hôtel de Sagan (ou de Monaco), rue Saint-Dominique à Paris.
Par ailleurs de nombreux livres provenant de la bibliothèque de Valençay, acquis avant 1935 par le comte Moïse de Camondo, sont conservés au musée Nissim-de-Camondo à Paris.
Lors de la Seconde Guerre mondiale, le château devient un des dépôts secrets des œuvres du Musée du Louvre, notamment pour la statuaire antique (dont la Victoire de Samothrace, et la Vénus de Milo) ainsi que le Cabinet des Dessins et les joyaux de la Couronne. Il échappe de peu à la destruction le 16 août 1944, jour où la 2e division SS Das Reich investit la ville en représailles au meurtre, par des maquisards, de deux soldats allemands en lisière de la forêt entourant le château. Le duc de Talleyrand, se prévalant de son titre allemand de duc de Sagan et surtout Gérald Van der Kemp, futur conservateur en chef de Versailles, parlementent avec les Allemands afin qu'ils épargnent le château et son contenu artistique irremplaçable, ce à quoi ils parviennent.
Sans descendance directe, le dernier duc de Valençay lègue son patrimoine à son beau-fils Jean Morel. Celui-ci cède en 1979 le château et son parc immédiat, à une association de gestion regroupant le département de l'Indre, la commune de Valençay, le Crédit Agricole de l'Indre et la caisse de réassurance agricole de l'Indre. À l'origine de cette cession, Henry Souville, directeur général de la caisse regionale du Crédit Agricole de l'Indre, nomma comme conservateur M. Bonneau, directeur de l'agence Voyage Conseil du Crédit Agricole. Ce dernier met en scène divers personnages dans les pièces du château et confectionne lui-même les costumes. En 1996, la gestion culturelle du château est confiée à la société Culture Espaces. Puis il est géré par le Syndicat mixte du château de Valençay, établissement public.
L'ancienne orangerie (1785) abrite quelque temps[Quand ?] un Musée Talleyrand qui finit par fermer, les objets et meubles ayant été réinstallés au château. Parallèlement, l'ancien manège, où Boson de Talleyrand-Valençay stationnait son avion personnel, accueille également quelques années[Quand ?] un musée de l'automobile. Le manège est démonté[Quand ?] pour être remplacé par le Grand Labyrinthe de Napoléon, et le musée de l'automobile est déplacé en 2001 avenue de la Résistance, dans un ancien supermarché situé près de la gare de Valençay, sur des terrains donnés par la famille Talleyrand. 

#### Souvenirs princiers aux enchères

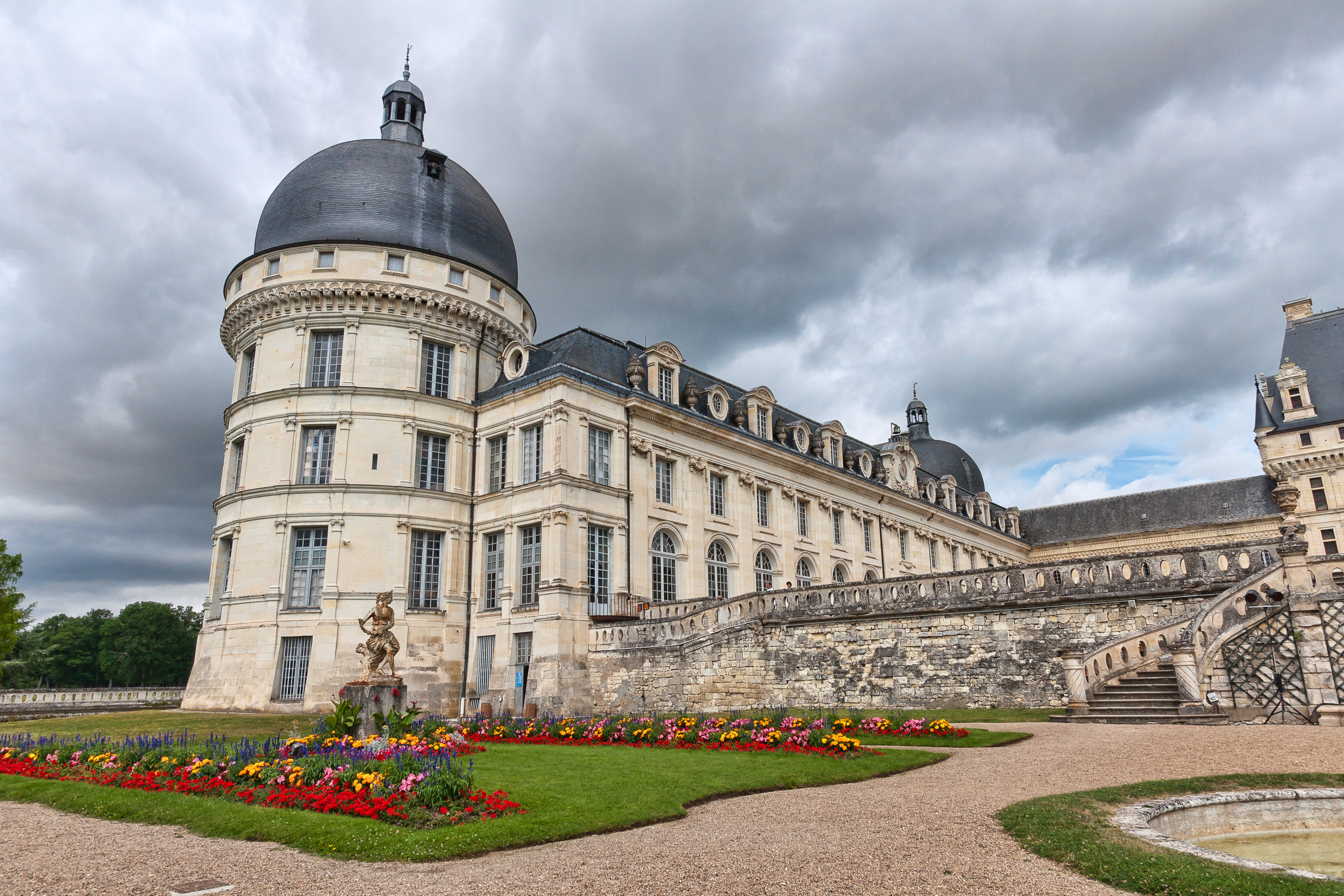
Tour d'angle du château de Valençay.

Un important mobilier de salon en acajou composé d'un canapé, douze fauteuils avec accotoirs à têtes de lion et dix chaises, attribué à Jacob Desmalter et provenant sans doute du château de Valençay figure dans la vente de la collection d'un grand amateur français par la maison Sotheby's, à Londres le 7 décembre 2000[réf. à confirmer]. 
Dans l'ensemble de « bibelots provenant du château de Valençay, issus de la succession du duc de Talleyrand-Valençay, prince de Sagan » vendus aux enchères publiques à Issoudun le 14 mars 2009, figuraient un coffret offert par le prince de Talleyrand à la marquise de Jaucourt et des couverts portant la marque du château ou le chiffre des Sagan.
Une pendule en bronze au motif dite "au Char de Vénus" attribuée à André-Antoine Ravrio — autres exemplaires de l'ex-collection des Murat au palais de l'Élysée (Mobilier National) et au château de La Malmaison — qui proviendrait du château et aurait été gagnée au jeu dit de l'écarté aux dépens du duc de Talleyrand vers 1860, a été vendue aux enchères à Paris le 15 décembre 2010 (cf. La Gazette de l'Hôtel Drouot no 42, p. 137).
En 2016 un guéridon, offert en 1832 par Talleyrand à la marquise de Jaucourt, qui avait été repéré dans une réserve du château par un formateur de l'AFPA, puis restauré par le jeune apprenti en restauration du mobilier d'art Jérémy Devaud (reproduction couleur dans La Nouvelle République du 23/07/2016), a regagné une des pièces de la demeure.
En 2002 puis en 2003 (catalogues de ventes du commissaire priseur Coutau Bégarie) des objets qui avaient fait auparavant partie des collections du château de Valençay ont été vendus aux enchères. Ce fut encore le cas en 2015 (catalogue de la maison Daguerre), avec notamment de la vaisselle (le département de l'Indre a préempté un service d'assiettes et un service de verres). Le total de cette vente a atteint plus de 40 000 euros.
Enfin en novembre 2015 (maison Olivier Coutau-Bégarie, catalogue Noblesse et royauté, page 171) quelques derniers objets étaient mis aux enchères à Drouot, sans doute vendus par les descendants du dernier propriétaire privé du château.

## Domaine

### Architecture

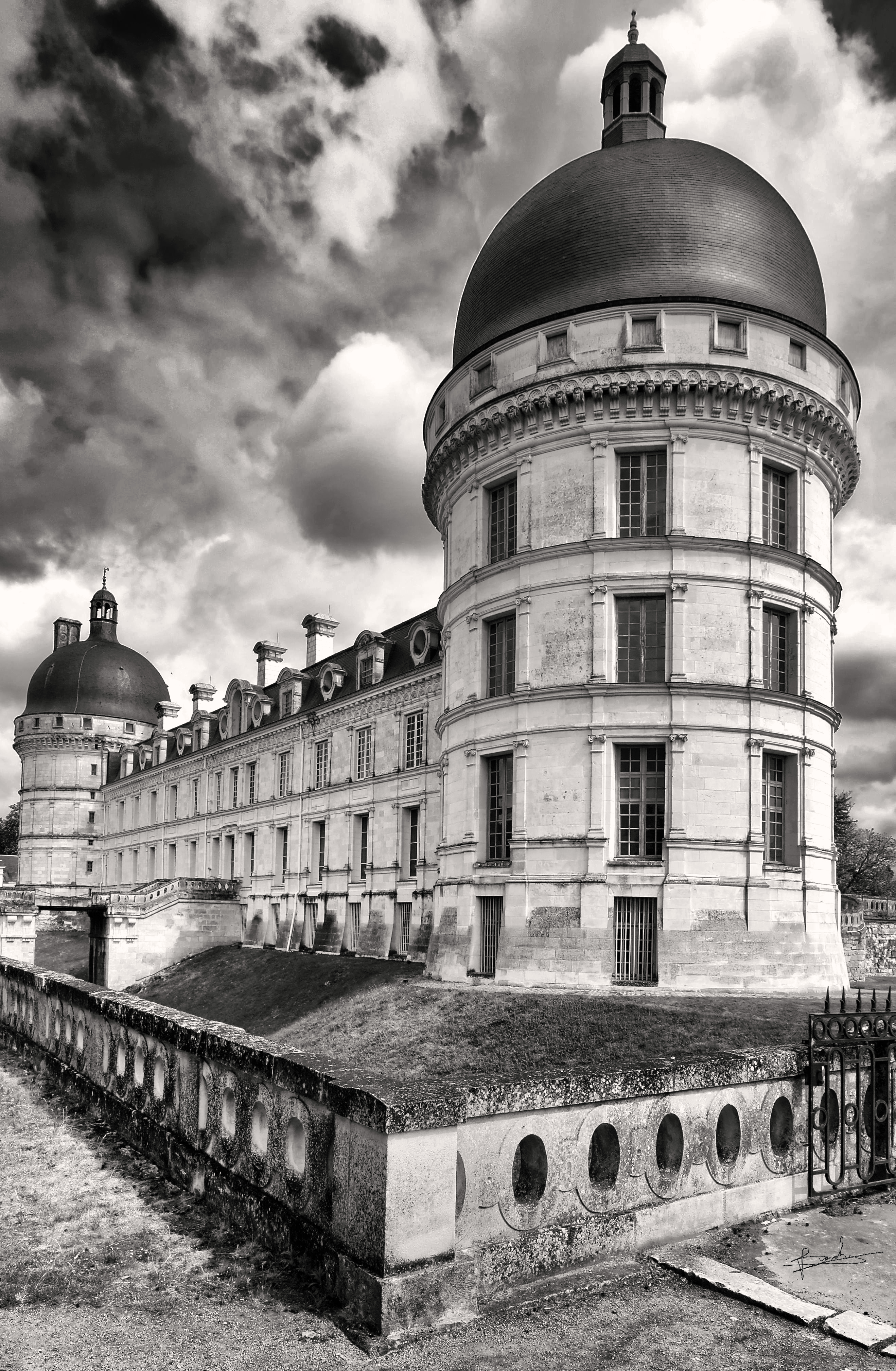
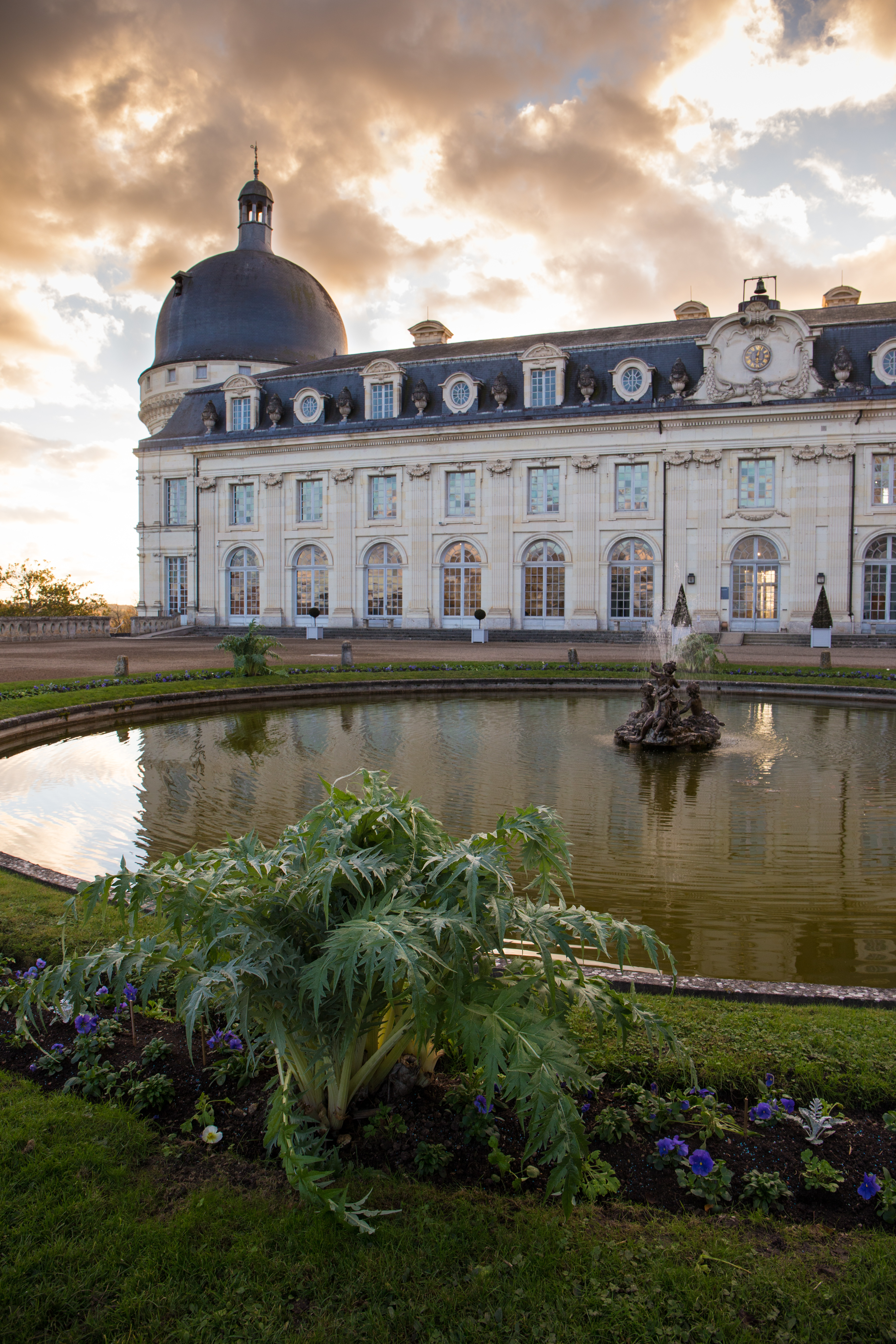
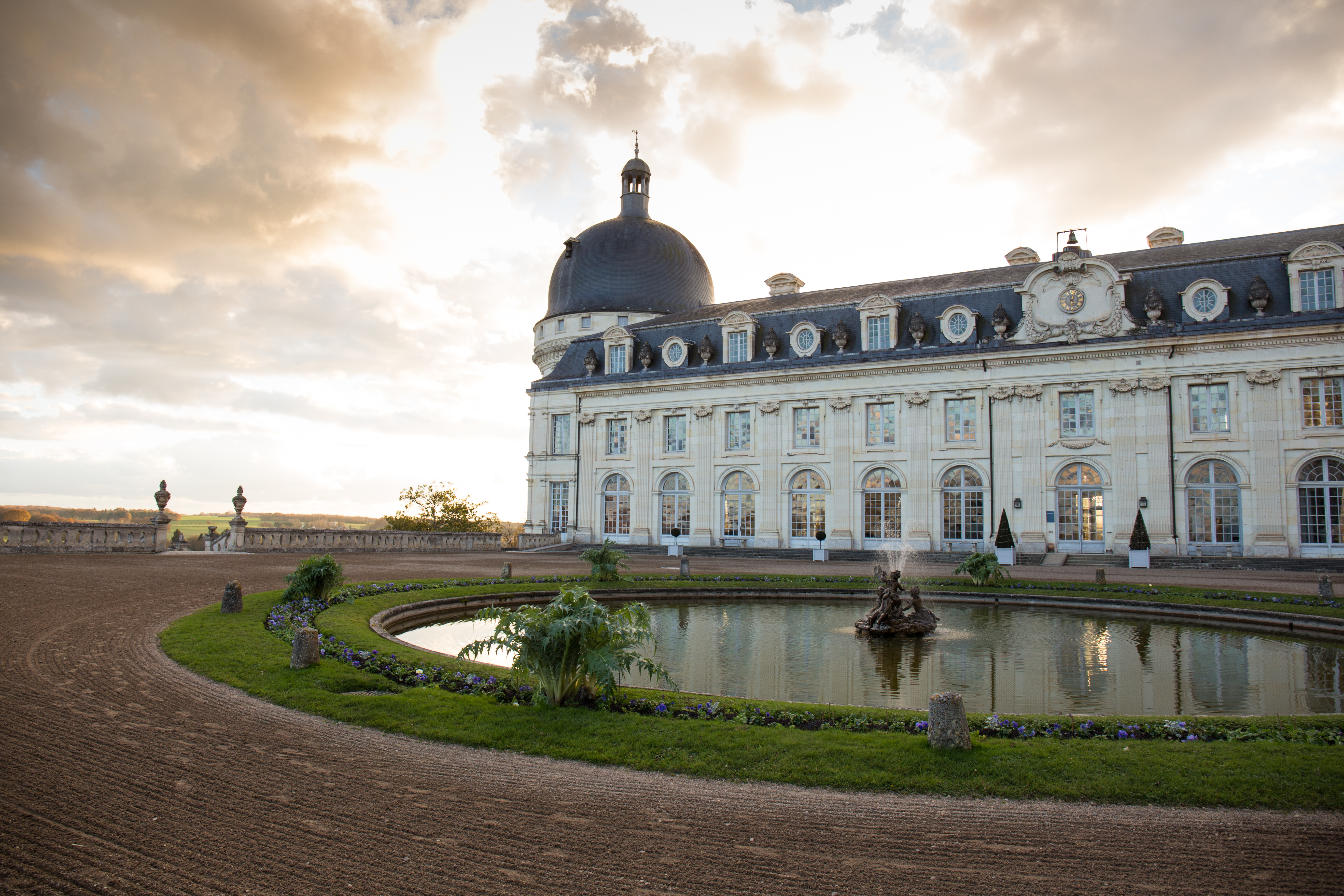
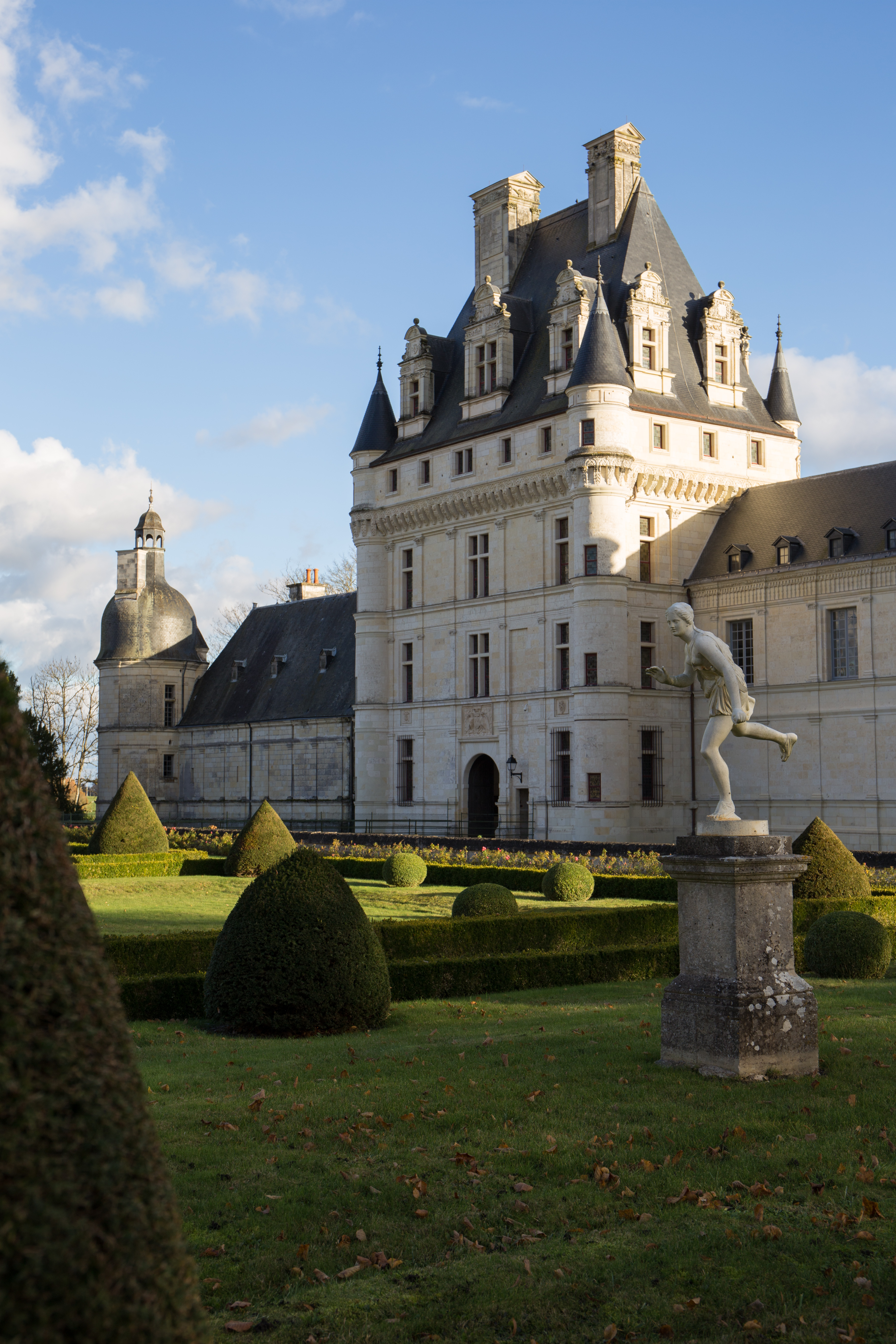
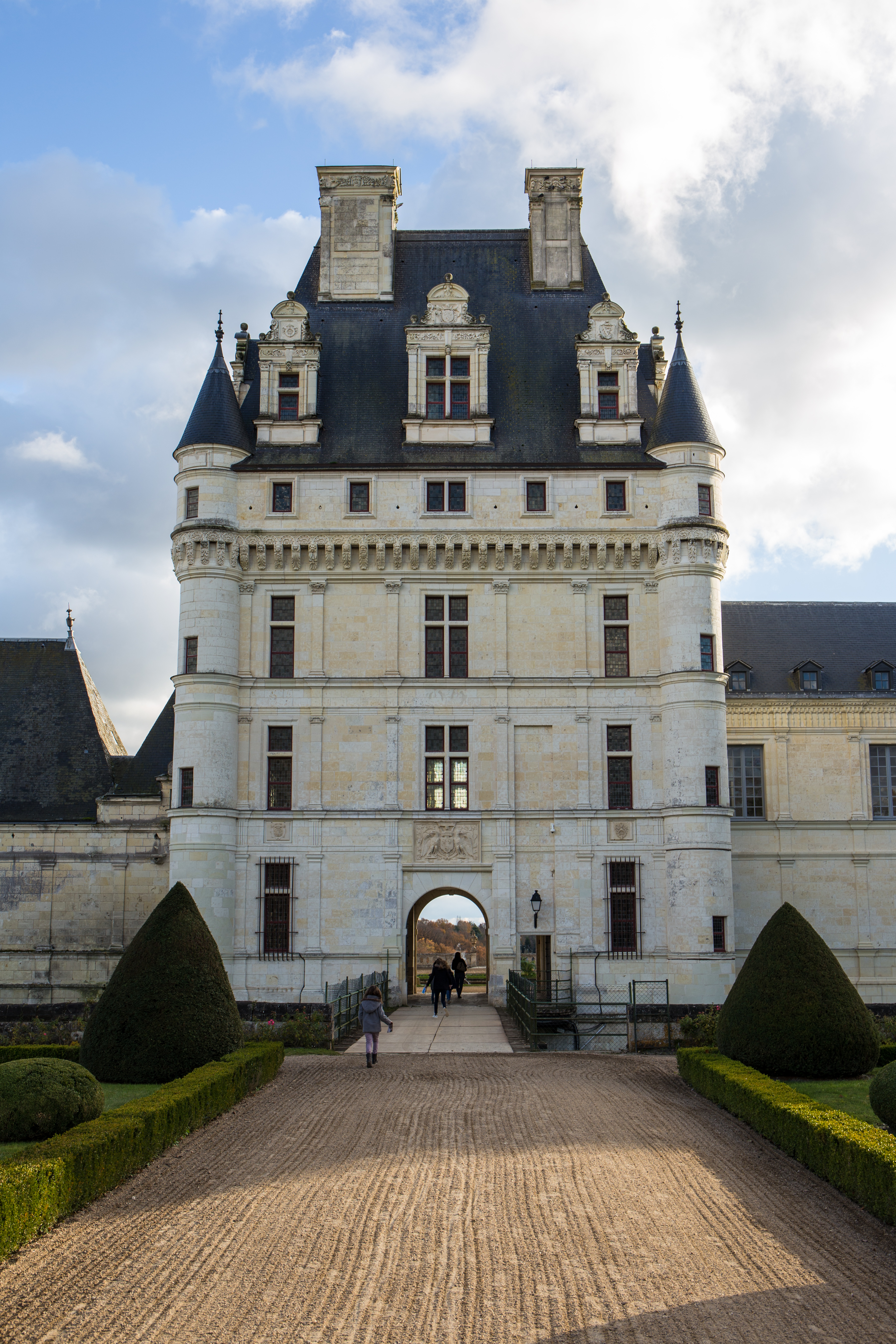

Le plan général est de composition Renaissance avec le château précédé, au nord, par une cour et une avant-cour quasi circulaire. L'entrée monumentale comporte une maison de gardien. Des deux grands corps de bâtiments terminés par des pavillons du côté sud seule la structure subsiste.
L'architecture extérieure montre les trois ordres classiques se superposant sur les pilastres : ordre dorique au rez-de-chaussée, ordre ionique au premier étage et ordre corinthien au second. Une galerie, longue de près de 80 mètres, court tout le long du premier étage et dessert les appartements.
Les communs datant de la fin du XVIIIe siècle, sont en style néo-classique et comportent la ferme, des bâtiments dans la basse-cour, dont la forge. Les écuries disposées en rotonde ont été agrandies entre 1809 et 1811 avec un pédiluve et un abreuvoir dit "fontaine d'Apollon". La vénerie date de la fin du XIXe siècle.
Vers 1808-1811 un théâtre à l'Italienne de 200 places, décoré "à l'Antique", fut aménagé dans les communs afin de divertir les princes d'Espagne.
Les divers salons et chambres à coucher de l'immense demeure (100  pièces dont 25 appartements de maître) abritent un somptueux mobilier, principalement d'époque Empire ; un de ses nombreux intérêts est qu'elle conserve du mobilier dans les pièces ouvertes au public, en dépit des ventes successorales la fin du XIXe siècle. Jusqu'à cette époque, le château conservait des tableaux de maîtres anciens et une importante bibliothèque ; une lettre de onze pages datée du 23 août 1828, adressée à Talleyrand contenant l'inventaire des livres de sa bibliothèque envoyés à Valençay, et le "Catalogue des livres envoyés à Valençay en 1819" (manuscrit de 8 pages), ont été vendus aux enchères à Paris le 3 mars 2010.

### Parc et jardins
La superficie du parc, qui comporte une glacière, est d'une quarantaine d'hectares.
Le jardin à la française date de 1906, et une partie des terres a été transformée en un parc animalier.

### Fréquentation
En 2016, il a reçu 89 258 visiteurs.
En 2023, il a reçu 75 000 visiteurs[source insuffisante].

## Postérité

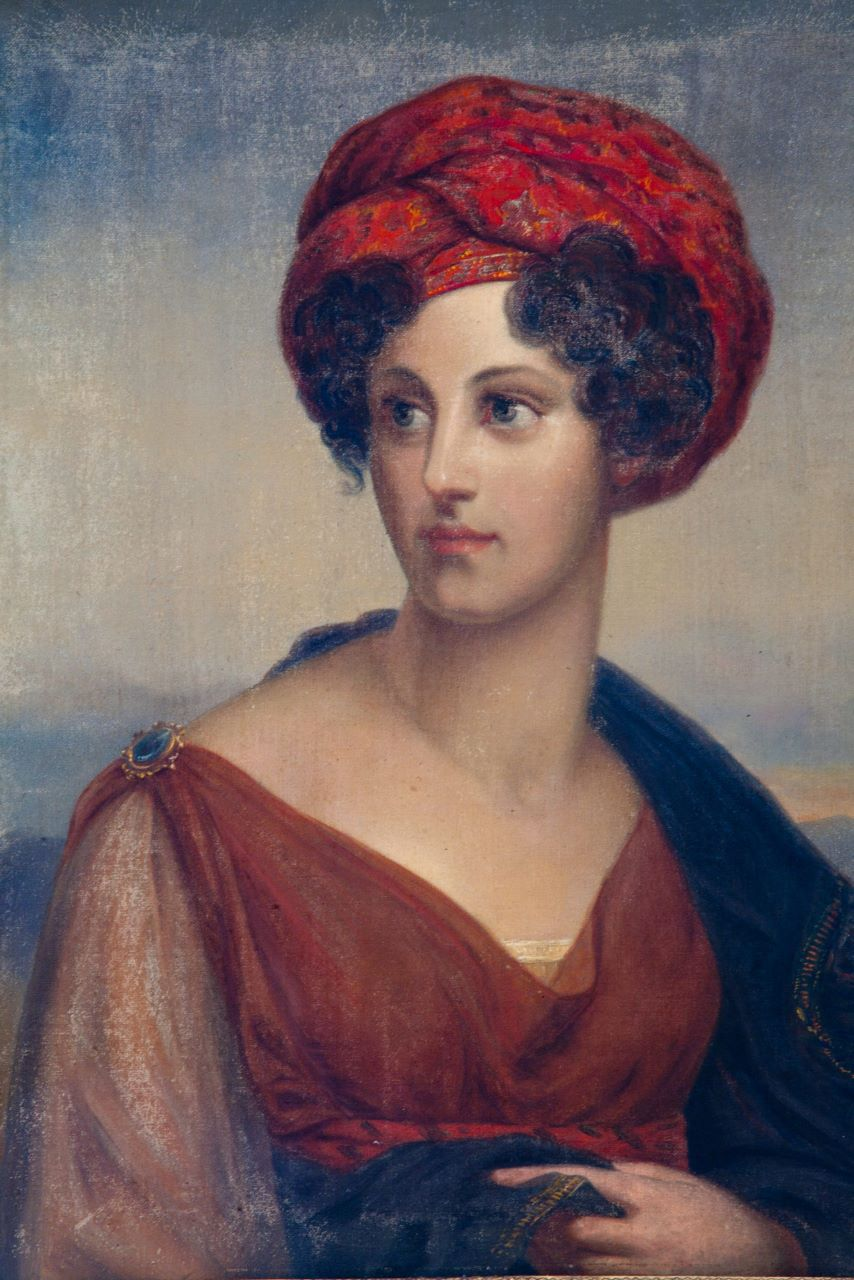
Portrait de Dorothée de Talleyrand-Périgord.

« J'ai beaucoup aimé ce beau lieu et m'y suis toujours retrouvée avec un nouveau plaisir. Depuis vingt ans que j'y reviens j'ai vu le pays s'enrichir et (ai) vécu dans ce château avec des gens d'esprit de tous les pays et de toutes les conditions. J'y ai entendu causer avec une urbanité, un bon goût devenus bien rares aujourd'hui (...) Comment ne pas me sentir émue au nom de Valençay ? » Dorothée, duchesse de Dino et de Talleyrand.
« Ce lieu est l'un des plus beaux de la terre et aucun roi ne possède un parc plus pittoresque » (George Sand).

### Philatélie
Ce château est le sujet d'un timbre, émis en 1957 au sein d'une série touristique, avec une valeur faciale de 25 francs.